# Vellonifer doncasteri
Vellonifer doncasteri är en fjärilsart som beskrevs av Józef Razowski 1964. Vellonifer doncasteri ingår i släktet Vellonifer och familjen vecklare. Inga underarter finns listade i Catalogue of Life.